# Klimkowicze
Klimkowicze [pronunciación en polaco: /klʲimkɔˈvʲit͡ʂɛ/] (en ucraniano: Климковичі, Klymkovychi) es un pueblo ubicado en el distrito administrativo de Gmina Milejczyce, dentro del Condado de Siemiatycze, Voivodato de Podlaquia, en el norte de Polonia oriental. Se encuentra aproximadamente a 6 kilómetros al noroeste de Milejczyce, a 21 kilómetros al noreste de Siemiatycze, y a 64 kilómetros al sur de la capital regional Białystok.
Según el censo de 1921, el pueblo estaba habitado por 47 personas, entre ellas 41 ortodoxos y 6 mosaicos. Al mismo tiempo, todos los habitantes declaraban la nacionalidad polaca. En el pueblo había 8 edificios residenciales.